# Distretto di Shigang
Il distretto di Shigang (石岡區S, Shígāng QūP) è un distretto della municipalità di Taichung, situata a Taiwan.